# Gushi-Kultur
Die Gushi-Kultur (chinesisch 姑師文化, Pinyin Gūshī wénhuà auch als Jushi-Kultur chinesisch 車師文化, Pinyin Jūshī wénhuà bezeichnet)  bestand ab etwa 1000 v. Chr. und wurde dann von der Han-Dynastie besiegt und assimiliert.

## Sprache
Die Angehörigen der Kultur sprachen die Tocharische Sprache.

## Kultur
Nach Berichten aus ihrer historischen Periode lebten die Angehörigen der Gushi-Kultur im Bereich der heutigen Stadt Kumul in Zelten, folgten den Gräsern und Gewässern und hatten ein beachtliches Wissen über die Landwirtschaft. Sie besaßen Rinder, Pferde, Kamele, Schafe und Ziegen und waren geübt im Umgang mit Pfeil und Bogen.
Sie waren darüber hinaus dafür bekannt, Reisende, die sich entlang der Seidenstraße nach Norden begaben, zu bedrängen und auszurauben.

## Cannabis-Konsum
Die Gushi-Kultur war eine der ersten Kulturen, die den Anbau von Cannabis betrieben, einer der ältesten Funde von Cannabisblüten und -samen stammt von dort.
Ein Behälter, der ausschließlich mit weiblichen, stark psychoaktiven Cannabisblüten gefüllt war, wurde als Teil der Grabbeigabe eines vor etwa 2700 Jahren beerdigten Angehörigen der Kultur entdeckt.
Das Grab enthielt auch Zaumzeug, Ausrüstung für das Bogenschießen und eine Harfe, was auf eine hohe soziale Stellung des Toten deutet.
Archäologen vermuten daher, dass Marihuana von Angehörigen der Gushi-Kultur im Rahmen ihrer religiösen, medizinischen oder schamanischen Praxis verwendet wurde.